# Trofeum Italo-Polski
Trofeum Italo-Polski (wł. Trofeo Italo-Polacco) – międzynarodowy towarzyski klubowy turniej piłkarski rozgrywany 12 sierpnia 1993 na stadionie Wojska Polskiego w Warszawie. 
W turnieju występowały dwie drużyny - jedna z Polski, a druga z Włoch. Rozgrywano jeden mecz. W przypadku remisu przeprowadzana była seria rzutów karnych.

## Finały
| Edycja | Rok  | Finał          | Finał | Finał           | Trzecie miejsce | Trzecie miejsce | Trzecie miejsce |
| Edycja | Rok  | Zwycięzca      | Wynik | Finalista       | 3 miejsce       | Wynik           | 4 miejsce       |
| ------ | ---- | -------------- | ----- | --------------- | --------------- | --------------- | --------------- |
| I      | 1993 | Legia Warszawa | 2:1   | Cagliari Calcio | -               | -               | -               |

## Statystyki
| Lp. | Klub            | Zdobywca | Finalista | Lata triumfów |
| --- | --------------- | -------- | --------- | ------------- |
| 1.  | Legia Warszawa  | 1        | 0         | 1993          |
| 2.  | Cagliari Calcio | 0        | 1         |               |